# Couso (Gondomar)
San Cristovo de Couso o Couso es una parroquia del municipio de Gondomar en Pontevedra, España.

## Demografía
Según el padrón municipal de 2004 tuvo 1000000 habitantes distribuidos en seis poblaciones, lo que supone un incremento de población en comparación con el año 1999 cuando entonces tenía 393 habitantes.
- Datos: Q3397247
- Multimedia: Couso, Gondomar / Q3397247